# Mir (Dorfgemeinschaft)
Mir (russisch мир; vor der russischen Rechtschreibreform von 1918: міръ) oder Obschtschina (община) ist der Name für die russische Dorfgemeinschaft. Ihr gehörten alle Bauern eines Dorfes an. Der von ihnen genutzte Grund und Boden wurde periodisch unter ihnen umverteilt. Damit unterschied sich der Mir grundsätzlich von ländlichen Gebietskörperschaften West- und Mitteleuropas.

## Geschichte
Die Dorfgemeinschaft stammt nach Meinung der Slawophilen aus altslawischer Zeit. Sie sei schon seit dem 10. Jahrhundert in den Feudalisierungsprozess der russischen Gesellschaft einbezogen worden. Richard Pipes und andere Historiker bezweifeln diese Frühdatierung, für die es keine Belege aus dieser Zeit gebe.
Im Mir-System war das Dorf dem Feudalherren kollektiv für alle Abgaben und Arbeitsleistungen (Fron) haftbar.
Im Wesentlichen ging es bei dieser Feldgemeinschaft um die Verwaltung von landwirtschaftlich genutzten Flächen. Jeder Bauer sollte so viel Land zur Nutzung bekommen, dass er sich selbst erhalten und seinen Verpflichtungen gegenüber Staat und Grundeigentümern nachkommen konnte. Das Ackerland wurde entsprechend der Bodenqualität und anderen Kriterien in Nutzflächen aufgeteilt. Jeder Haushalt konnte entsprechend der Anzahl seiner erwachsenen Mitglieder einen oder mehrere Landstreifen beanspruchen, wobei in regelmäßigen Abständen eine Neuverteilung erfolgte.
Mit der unter Zar Alexander II. 1861 durchgeführten Reform, welche die Abschaffung der Leibeigenschaft beinhaltete, erhielt der Mir eine noch stärkere Bedeutung: nebst der Verwaltungsfunktion wurde er Eigentümer der an die Bauern abgetretenen Landbauflächen, haftete aber im Gegenzug kollektiv für die finanziellen Leistungen gegenüber dem Staat. Auf diese Weise konnte das Problem der staatlichen Ressourcengewinnung auf schlanke Weise gelöst werden, denn der Aufbau einer genügend großen Steuerverwaltung hätte den zaristischen Staatsapparat im weitläufigen Reich überfordert.
Aus ökonomischer Sicht stand der Mir einer rationellen Betriebsweise entgegen. Die periodische Umverteilung schloss ein bäuerliches Interesse, den Boden durch Düngung, Melioration oder ähnliche Maßnahmen zu verbessern, weitgehend aus. Da die Bauern stets damit rechnen mussten, das von ihnen verbesserte Land nach der nächsten Umverteilung wieder zu verlieren, scheuten sie im Allgemeinen vor langfristigen Maßnahmen zurück. Zusätzlich begünstigte die ständige Neueinteilung Bodenzersplitterung, was einer effizienten Bewirtschaftung abträglich ist. Denn es kam so zu extremen Gemengelagen, was die Aufrechterhaltung des Flurzwanges und der alten Dreifelderwirtschaft nötig machte.
Durch zahlreiche Konzessionen an die adeligen Grundbesitzer klafften Wortlaut und Realität der 1861 durchgeführten Reform weit auseinander: Den „frei“ gewordenen Bauern wurde einerseits nicht genügend Anbaufläche für die eigene Bewirtschaftung zur Verfügung gestellt, andererseits lasteten den Landwirten hohe Steuern und je nachdem auch Schuldzinsen an den Staat an. Diese Tatsache, gepaart mit einer wachsenden Bauernbevölkerung bei gleichbleibenden Anbauflächen, führte zu einer tiefen Agrarkrise in der zweiten Hälfte des 19. Jahrhunderts.
Die Landgemeinde wurde durch die stolypinschen Reformen von 1906 erheblich geschwächt, denn nun hatten die Bauern die Möglichkeit, aus ihr auszutreten und das Land als Privateigentum zu bewirtschaften. Das führte zu einer Steigerung der Agrarproduktion, aber beschleunigte auch die soziale Differenzierung auf dem Dorfe.
Eine Analogie zu den Kollektivwirtschaften (Kolchosen), die 1928/1932 von der sowjetischen Regierung eingeführt wurden, war die gemeinsame Abgabepflicht. Der große Unterschied bestand darin, dass der Kolchos Eigentümer der Ernte war und aus dem Verkaufserlös (zu staatlich festgesetzten Preisen) die Bauern für ihre Arbeit entlohnte. Der im Mir lebende Bauer war Eigentümer des Produktes seiner Arbeit und musste aus seiner Ernte bzw. deren Verkaufserlös seinen Anteil an den Abgaben des Dorfes leisten.
Slawophile Denker sahen in der Existenz des dörflichen Mir den Beweis dafür, dass das russische Volk angeblich nicht nach dem „bürgerlichen“ Erwerbsstreben trachtet, sondern dafür auserlesen sei, die sozialen Probleme der Menschheit zu lösen. Aus diesem Grunde wurde der Mir auch häufig idealisiert. Die Dorfgemeinschaft spielte auch in Diskussionen zwischen den Volkstümlern und russischen Marxisten eine wichtige Rolle.